# Echenais
Echenais is een geslacht van vlinders uit de familie van de prachtvlinders (Riodinidae), onderfamilie Riodininae.
Echenais werd in 1819 voor het eerst wetenschappelijk beschreven door Hübner.

## Soorten
Echenais omvat de volgende soort:
- E. alector (Butler, 1867)
- E. amasis (Hewitson, 1870)
- E. aminias (Hewitson, 1863)
- E. annulifera (Godman, 1903)
- E. argiella (Bates, 1868)
- E. aristus (Stoll, 1787)
- E. asemna Stichel, 1910
- E. balista (Hewitson, 1863)
- E. bolena (Butler, 1867)
- E. borsippa (Hewitson, 1863)
- E. borsippina (Butler, 1867)
- E. curulis Hewitson, 1874
- E. charessa Stichel, 1901
- E. densemaculata Hewitson, 1870
- E. elpinice (Godman, 1903)
- E. epixanthe Stichel, 1910
- E. eudocia (Godman & Salvin, 1897)
- E. glauca (Godman & Salvin, 1917)
- E. hubneri (Butler, 1867)
- E. lampros (Bates, 1868)
- E. lemonias Bates, 1868
- E. leucocyana Geyer, 1837
- E. leucophaea Hübner, 1816
- E. malca (Schaus, 1902)
- E. mellita (Thieme, 1907)
- E. monina (Doubleday, 1847)
- E. penthea (Cramer, 1777)
- E. petronia Schaus, 1913
- E. pulcherrima (Butler, 1867)
- E. quinquemaculata (Mengel, 1913)
- E. sejuncta Stichel, 1910
- E. senta (Hewitson, 1853)
- E. telephus (Cramer, 1775)
- E. thelephus (Cramer, 1775)
- E. tinea (Bates, 1868)
- E. torquata Stichel, 1916
- E. trinitatis Lathy, 1932
- E. zerna (Hewitson, 1872)